# Karná
Karná (bis 1927 slowakisch „Karné“; ungarisch Kiskárna – bis 1907 Kárna, älter auch Karna) ist eine Gemeinde im Osten der Slowakei mit 457 Einwohnern (Stand: 31. Dezember 2024), die zum Okres Humenné, einem Kreis des Prešovský kraj, gehört. Sie ist Teil der traditionellen Landschaft Zemplín.

## Geographie
Die Gemeinde befindet sich am Südrand der Niederen Beskiden im Bergland Ondavská vrchovina, am Zusammenfluss der Bäche Karniansky potok und Lieskovčík im Einzugsgebiet der Ondava über den Nebenfluss Ondavka. Das Ortszentrum liegt auf einer Höhe von 195 m n.m. und ist 15 Kilometer von Humenné entfernt.
Nachbargemeinden sind Víťazovce im Norden, Ohradzany im Nordosten, Slovenská Volová im Osten und Südosten, Lieskovec im Süden, Štefanovce im Südwesten, Žalobín und Jasenovce im Westen und Lukačovce im Nordwesten.

## Geschichte
Karná wurde zum ersten Mal 1543 als Karna schriftlich erwähnt und war zuerst Teil des Herrschaftsgebiets von Humenné. Im 18. Jahrhundert war es Besitz der Familien Barkóczy und Csáky und im 19. Jahrhundert unter anderen der Familie Zámbory. 1556 wurden fünfeinhalb Porta verzeichnet. 1715 gab es eine Mühle und 18 Haushalte. 1787 hatte die Ortschaft 51 Häuser und 402 Einwohner, 1828 zählte man 48 Häuser und 354 Einwohner, die als Köhler, Landwirte und Waldarbeiter tätig waren. Die Einwohner nahmen am Ostslowakischen Bauernaufstand von 1831 teil. Bis 1890 arbeitete eine Brennerei im Ort.
Bis 1918/1919 gehörte der im Komitat Semplin liegende Ort zum Königreich Ungarn und kam danach zur Tschechoslowakei beziehungsweise heute Slowakei. Auch nach 1918 verblieben die Einwohner bei traditionellen Einnahmequellen. Nach dem Zweiten Weltkrieg wurde die örtliche Einheitliche landwirtschaftliche Genossenschaft (Abk. JRD) im Jahr 1952 (1953 aufgelöst) und erneut 1959 gegründet, ein Teil der Einwohner pendelte zur Arbeit nach Humenné, Strážske, Košice und anderswo, während andere in den Wäldern arbeiteten.

## Bevölkerung
| Jahr                | 1994 | 2004    | 2014    | 2024 |
| ------------------- | ---- | ------- | ------- | ---- |
| Anzahl der Personen | 435  | 447     | 457     | 457  |
| Unterschied         |      | +2,75 % | +2,23 % | +0 % |

| Jahr                | 2023 | 2024    |
| ------------------- | ---- | ------- |
| Anzahl der Personen | 461  | 457     |
| Unterschied         |      | −0,86 % |

Nach der Volkszählung 2011 wohnten in Karná 437 Einwohner, davon 350 Slowaken, 54 Roma und ein Magyare. 32 Einwohner machten keine Angabe zur Ethnie.
391 Einwohner bekannten sich zur römisch-katholischen Kirche, neun Einwohner zur apostolischen Kirche und sieben Einwohner zur griechisch-katholischen Kirche. Bei 30 Einwohnern wurde die Konfession nicht ermittelt.

## Bauwerke und Denkmäler
- römisch-katholische Kirche Maria vom Rosenkranz im barock-klassizistischen Stil aus dem Jahr 1770, 1924 erweitert[6]

## Verkehr
Nach Karná führt nur die Cesta III. triedy 3824 („Straße 3. Ordnung“) von Topoľovka (Kreuzung mit der Cesta II. triedy 558 („Straße 2. Ordnung“), Sedliská–Humenné) und Lieskovec heraus. Der nächste Bahnanschluss ist in Humenné an den Bahnstrecken Michaľany–Łupków und Humenné–Stakčín.